# Артимишин Богдан Олексійович
Артимишин Богдан (2 травня 1920, с. Пристань, нині Сокальський район, Львівська область — 13 грудня 2006, Філадельфія) — підпоручник, командир батареї 14-го полку артилерії Дивізії «Галичина», громадський діяч.

## Життєпис
Народився в сім'ї о. Олекси Артимишина (1887—1945) та Оксани Сиротинської (1893—1980).
Перебував у англійському полоні в Ріміні, де активно займався фотографуванням табірного життя.
Під кінець Другої світової війни емігрував за кордон.
Був головою Крайової Управи Братства 1-ї УД УНА в ЗСА, членом Головної Управи Братства, довголітнім головою Станиці Братства 1-ї УД УНА у Філадельфії, членом Дирекції «Української Щадниці» у Філадельфії, касиром школи українознавства «Рідна Школа». Виділяв значні кошти на розвиток духовного і культурного життя української діаспори у Філадельфії.
Був одружений із Теофілією Артимишин (1927—2007). У подружжя народилося двоє дітей — Тетяна та Роман.